# Келугерень (Прахова)
Келугерень, Келугерені (рум. Călugăreni) — село у повіті Прахова в Румунії. Адміністративний центр комуни Келугерень.
Село розташоване на відстані 75 км на північ від Бухареста, 31 км на північний схід від Плоєшті, 134 км на захід від Галаца, 87 км на південний схід від Брашова.

## Населення
За даними перепису населення 2002 року у селі проживали 1264 особи, усі — румуни. Усі жителі села рідною мовою назвали румунську.